# جامعة كومنولث فرجينيا (قطر)
جامعة فرجينيا كومنولث كلية فنون التصميم في قطر هي الفرع الجامعي الدولي من جامعة فرجينيا كومنولث كلية فنون التصميم. وهو برنامج الفن والتصميم المصنف في المرتبة العليا في الولايات المتحدة الأمريكية. تأسست جامعة فرجينيا كومنولث في قطر عام 1998 من خلال الشراكة مع مؤسسة قطر، تقدم جامعة فرجينيا كومنولث في قطر للطلاب فرصة الحصول على درجة البكالوريوس في الفنون الجميلة وفي تاريخ الفن، ودرجة الماجستير في الفنون الجميلة.

## اهداف الجامعة
يخدم فرع جامعة كومنولث فرجينيا الطلاب القطرين وأبناء الجاليات التي تعيش في قطر والطلاب العرب القادمين للدراسة في المدينة التعليمة في قطر.

## البرامج

### برنامج البكالوريوس
- درجة البكالوريوس في الفنون الجميلة:

1. التصميم الغرافيكي
2. التصميم الداخلي
3. تصميم الأزياء
4. الرسم والطباعة

- درجة البكالوريوس في الآداب:

1. تاريخ الفن

### برنامج الماجستير
- درجة الماجستير في الفنون الجميلة:

1. التصميم[1]

## القبول
تعتمد الجامعة على نظام فريد مبني على التنافسية العالية للالتحاق بأحد برامجها للطلاب الجدد، ويتم تقييم الطالب المتقدم من نواح عدة ( أكاديمية، فنية )

### المتطلبات للتقدم بطلب الالتحاق
- تعبئة الاستمارة الإلكترونية
- شهادات المرحلة الثانوية

تتضمن شهادات الصفوف الأول، الثاني والثالث الثانوي
- ملف فني «بورتفوليو» (لطلاب بكالوريوس الفنون الجميلة فقط)
- مقالة (لطلاب بكالوريوس تاريخ الفن فقط)
- صورة بطاقة شخصية قطرية أو جواز سفر
- خطاب توصية للطالب
- اختبار تحديد المستوى للغة الإنجليزية

### بالإضافة إلى
- اختبار رسم
- اختبار كتابة

### الموقع الرسمي
رابط الصفحة الرسمية لـ متطلبات التقديم لجامعة فرجينيا كومنولث كلية فنون التصميم في قطر

## الرسوم الدراسية
تعتمد قيمة الرسوم الدراسية المفروضة على الطلبة بحسب عدد الساعات المعتمدة التي سيدرسها الطالب، فالطلاب المسجلون لعدد ساعات بين 12 و 18 ساعة معتمدة خلال الفصل الدراسي يصنفون كطلاب بدوام كامل، وعليهم دفع معدل الرسوم المخصص لذلك بشكل دوري مع بداية كل فصل دراسي، أما الطلاب الآخرون الذين اختاروا التسجيل لعدد ساعات أقل من 12 أو أكثر من 19 فستختلف رسومهم تبعا لذلك، وفيما يخص الرسوم الدراسية للعام الأكاديمي 2017/18 فقد وصلت رسوم برامج البكالوريوس إلى 113,434 ريالا قطريا، وهي شاملة لرسوم الدراسة، ورسوم شاملة، وتكلفة الإقامة، وقد يضاف إلى هذه القيمة رسوم أخرى لكنها لا تشمل رسوم المساقات المقدمة في الفصول الصيفية، أما رسوم برنامج الماجستير فتصل قيمتها إلى 112,328 ريال قطري تشمل أيضا رسوم الدراسة والرسوم الشاملة وتكلفة الإقامة، وقد تضاف إليها رسوم أخرى مثل: رسوم الدفع المتأخر

## مواقع ذات صلة
- موقع جامعة فرجينيا كومنولث كلية فنون التصميم في قطر
- موقع جامعة فرجينيا كومنولث في الولايات المتحدة